# Formiguer crestapelut
El formiguer crestapelut (Rhegmatorhina melanosticta) és una espècie d'ocell de la família dels tamnofílids (Thamnophilidae).

## Hàbitat i distribució
Habita el sotabosc de la selva pluvial de les terres baixes fins als 600 m, del sud-est de Colòmbia, est d'Equador, est de Perú, nord de Bolívia i sud-oest del Brasil amazònic